# Хайнрих II (Брауншвайг)
Вижте пояснителната страница за други личности с името Хайнрих II.
Хайнрих II Миролюбивия (на немски: Heinrich II der Friedfertige, der Friedsame; на латински: Henricus Pacificus; * 1411, † 7 декември 1473) от род Велфи (Среден Дом Брауншвайг), е херцог на херцогство Брауншвайг-Люнебург, от 1416 до 1428 г. княз на Люнебург, също от 1428 до смъртта си 1473 г. княз на Брауншвайг-Волфенбютел.

## Живот
Той е единственият син на херцог Хайнрих I (1355 – 1416) и втората му съпруга Маргарета фон Хесен (1389 – 1446), дъщеря на ландграф Херман II фон Хесен (1341 – 1413) и втората му съпруга Маргарета от Хоенцолерн-Нюрнберг (1363 – 1406), дъщеря на бургграф Фридрих V от Нюрнберг (1333 – 1398). Тя е потомка на император Лудвиг Баварски. Допълнителното си име той получава, понеже не обича военните действия.
Хайнрих II и по-големият му полубрат херцог Вилхелм I (1392 – 1482) поемат през 1416 г. след смъртта на баща им управлението на Княжество Люнебург. През 1428 г. братята и техният, управляващ във Волфенбютел, чичо Бернхард I († 1434), си разделят отново собственостите на Велфите. Двамата братя получават териториите на по-късното Княжество Каленберг и Княжество Брауншвайг-Волфенбютел, а Бернхард получава Княжество Люнебург. Братята управляват заедно и на 23 ноември 1432 г. разделят територията отново. Хайнрих получава земята Княжество Брауншвайг-Волфенбютел, а Вилхелм получава новообразуваното Княжество Каленберг.
Хайнрих II умира през 1473 г. и понеже няма син, брат му Вилхелм получава Княжество Волфенбютел.

## Фамилия
Хайнрих се жени на 12 февруари 1436 г. за Хелена фон Клеве (* 18 август 1423, † юли 1471), дъщеря на херцог Адолф II († 1448) от Херцогство Клеве и Мария Бургундска († 1463), дъщеря на херцог Жан Безстрашни († 1419). Той има с нея една дъщеря:
- Маргарета фон Брауншвайг-Волфенбютел (* 1451, † 1509), омъжена на 5 ноември 1469 г. във Волфенбютел за граф Вилхелм III фон Хенеберг-Шлойзинген (* 1434, † 1480)